# Idrogenofosfato di magnesio
L'idrogenofosfato di magnesio (o fosfato dibasico di magnesio) è un sale di magnesio dell'acido fosforico.
A temperatura ambiente si presenta come un solido bianco inodore.